# Valter Bonacina
Valter Bonacina (Bergamo, 30 luglio 1964) è un allenatore di calcio ed ex calciatore italiano, di ruolo centrocampista.

## Caratteristiche tecniche
Mediano dotato di grande grinta e dinamismo, con queste doti e la grande intensità di gioco riusciva a mettere in secondo piano i limiti tecnici.

## Carriera

### Giocatore
Cresciuto calcisticamente nelle file del Cenate Sotto, nel 1981 passa alla Virescit, società di Bergamo con la quale arriverà fino alla Serie C1.
Trasferitosi all'Atalanta, esordisce in Serie A contribuendo alla qualificazione dei bergamaschi alla Coppa UEFA per due anni consecutivi.
Successivamente viene acquistato dalla Roma per 5,5 miliardi di lire, con la quale disputa tre stagioni, dal 1991 al 1994. Nell'estate del 1994 ritorna a Bergamo e contribuisce alla promozione dell'Atalanta in Serie A, rimanendovi cinque anni, nei quali diventa la bandiera della squadra: totalizza 331 presenze con la maglia nerazzurra, che lo rendono il giocatore più presente nella storia del club in partite ufficiali fino al 2010, quando viene raggiunto e superato da Gianpaolo Bellini.
Nel 1999 si trasferisce al Monza e, dopo un paio d'anni, al Rodengo Saiano, con cui termina la carriera di calciatore.
A rimarcare il legame con i colori nerazzurri della squadra di Bergamo, durante l'ultima partita di campionato di serie A 2011-2012 Atalanta-Lazio, i tifosi della curva Nord dell'Atalanta inseriscono il suo nome all'interno di una spettacolare coreografia che raffigura le bandiere dei sette capitani storici della storia del club orobico.

### Allenatore
Intraprende la nuova esperienza di allenatore cominciando ad allenare nel settore giovanile dell'Atalanta, per poi diventare l'allenatore in seconda della stessa società nel 2003-2004, alle spalle di Andrea Mandorlini e, nelle stagioni successive, di Delio Rossi e Stefano Colantuono.
Nelle stagioni 2007-2008 e 2008-2009 Bonacina allena, sempre all'Atalanta, la squadra giovanile degli Allievi Regionali. Dalla stagione 2009-2010 passa alla guida della squadra Primavera della società orobica.
Il 7 gennaio 2010 viene provvisoriamente promosso alla guida della prima squadra, rilevando la panchina del dimissionario Antonio Conte. Il 10 gennaio 2010 esordisce sulla panchina della prima squadra nella trasferta contro il Palermo (1-0 per i rosanero il risultato finale), tornando poi alla guida della Primavera a partire dal giorno successivo, quando la società comunica l'ingaggio di Bortolo Mutti come nuovo allenatore della prima squadra.
Nel suo primo anno con la Primavera atalantina, arriva agli Ottavi di finale sia in campionato che in Coppa Italia, venendo eliminata rispettivamente dalla Sampdoria e dalla Juventus. Nel Torneo di Viareggio giunge invece alle Semifinali, anche qui fatale l'incontro con i bianconeri di Torino.
L'anno successivo continua la sua esperienza nelle giovanili atalantine. La sua formazione, arriva ai Quarti di finale sia in campionato (venendo eliminata dalla Fiorentina ai rigori) che in Coppa Italia (sconfitta al meglio delle due partite dall'Inter). Sempre l'Inter sarà la causa della sconfitta alle Semifinali del Torneo di Viareggio (4 a 1 dopo i tiri di rigore).
Il 9 giugno 2011 firma un contratto con il Foggia succedendo a Zeman ed entrando così di fatto nel mondo del calcio professionistico. Nella sua esperienza pugliese, è seguito dal preparatore atletico ai tempi delle giovanili atalantine, Luca Medolago, mentre come vice è stato scelto Luigino Pasciullo, anch'esso altro ex nerazzurro.
Esordisce sulla panchina dei rossoneri il 6 agosto, nell'incontro valido per il Primo Turno di Coppa Italia, dove la sua squadra vince per 3 a 0 contro il Trapani.
Il 17 ottobre seguente viene tuttavia esonerato in seguito alla sconfitta interna per 0-2 contro la Reggiana, per poi essere richiamato alla guida della squadra pugliese il successivo 4 aprile 2012.
A fine stagione torna ad allenare la Primavera dell'Atalanta. Vince il girone davanti a Milan e Inter, accedendo ai play-off: in semifinale batte il Milan con il punteggio di 1-0, ma in finale a Gubbio, la squadra nerazzurra viene sconfitta dalla Lazio per 3-0.
Il 3 febbraio 2018 viene ufficializzato il suo ingaggio da parte della Lazio come nuovo tecnico della formazione Primavera, in sostituzione dell'esonerato Andrea Bonatti, non riuscendo ad evitare la retrocessione in Primavera 2. Il 18 maggio 2019 otterrà poi la promozione nel massimo campionato di categoria vincendo la finale play-off contro la SPAL; a fine stagione viene sostituito da Leonardo Menichini.
Nel settembre del 2020 viene scelto come nuovo allenatore della Primavera dello Spezia. Dopo una stagione con i giovani Aquilotti si accorda con il Villa Valle, club di Serie D. Viene esonerato a novembre 2021. Dal 2023 è coordinatore delle giovanili dell'Almè

## Statistiche

### Presenze e reti nei club
| Stagione                   | Squadra                    | Campionato                 | Campionato | Campionato | Coppe nazionali | Coppe nazionali | Coppe nazionali | Coppe continentali | Coppe continentali | Coppe continentali | Altre coppe | Altre coppe | Altre coppe | Totale | Totale |
| Stagione                   | Squadra                    | Comp                       | Pres       | Reti       | Comp            | Pres            | Reti            | Comp               | Pres               | Reti               | Comp        | Pres        | Reti        | Pres   | Reti   |
| -------------------------- | -------------------------- | -------------------------- | ---------- | ---------- | --------------- | --------------- | --------------- | ------------------ | ------------------ | ------------------ | ----------- | ----------- | ----------- | ------ | ------ |
| 1981-1982                  | Virescit Boccaleone        | C2                         | 12         | 0          | CI-C            | ?               | ?               | -                  | -                  | -                  | -           | -           | -           | 12+    | 0+     |
| 1982-1983                  | Virescit Boccaleone        | Int.                       | 28         | 0          | -               | -               | -               | -                  | -                  | -                  | -           | -           | -           | 28     | 0      |
| 1983-1984                  | Virescit Boccaleone        | Int.                       | 0          | 0          | CI-D            | ?               | ?               | -                  | -                  | -                  | -           | -           | -           | 0+     | 0+     |
| 1984-1985                  | Virescit Boccaleone        | C2                         | 31         | 0          | CI-C            | ?               | ?               | -                  | -                  | -                  | -           | -           | -           | 31+    | 0+     |
| 1985-1986                  | Virescit Boccaleone        | C1                         | 32         | 2          | CI-C            | ?               | ?               | -                  | -                  | -                  | -           | -           | -           | 32+    | 2+     |
| Totale Virescit Boccaleone | Totale Virescit Boccaleone | Totale Virescit Boccaleone | 103        | 2          |                 | ?               | ?               |                    | -                  | -                  |             | -           | -           | 103+   | 2+     |
| 1986-1987                  | Atalanta                   | A                          | 24         | 1          | CI              | 12              | 0               | -                  | -                  | -                  | -           | -           | -           | 36     | 1      |
| 1987-1988                  | Atalanta                   | B                          | 28         | 2          | CI              | 5               | 1               | CdC                | 4                  | 0                  | -           | -           | -           | 37     | 3      |
| 1988-1989                  | Atalanta                   | A                          | 27         | 3          | CI              | 11              | 1               | -                  | -                  | -                  | -           | -           | -           | 38     | 4      |
| 1989-1990                  | Atalanta                   | A                          | 31         | 2          | CI              | 2               | 0               | CU                 | 2                  | 0                  | -           | -           | -           | 35     | 2      |
| 1990-1991                  | Atalanta                   | A                          | 30         | 2          | CI              | 3               | 0               | CU                 | 6                  | 2                  | -           | -           | -           | 39     | 4      |
| 1991-1992                  | Roma                       | A                          | 28         | 1          | CI              | 5               | 0               | CdC                | 4                  | 0                  | -           | -           | -           | 37     | 1      |
| 1992-1993                  | Roma                       | A                          | 32         | 0          | CI              | 9               | 0               | CU                 | 7                  | 0                  | -           | -           | -           | 48     | 0      |
| 1993-1994                  | Roma                       | A                          | 24         | 1          | CI              | 3               | 0               | -                  | -                  | -                  | -           | -           | -           | 27     | 1      |
| Totale Roma                | Totale Roma                | Totale Roma                | 84         | 2          |                 | 17              | 0               |                    | 11                 | 0                  |             | -           | -           | 112    | 2      |
| 1994-1995                  | Atalanta                   | B                          | 30         | 1          | CI              | 3               | 1               | CAI                | 3                  | 1                  | -           | -           | -           | 36     | 3      |
| 1995-1996                  | Atalanta                   | A                          | 29         | 0          | CI              | 6               | 1               | -                  | -                  | -                  | -           | -           | -           | 35     | 1      |
| 1996-1997                  | Atalanta                   | A                          | 26         | 0          | CI              | 1               | 0               | -                  | -                  | -                  | -           | -           | -           | 27     | 0      |
| 1997-1998                  | Atalanta                   | A                          | 28         | 0          | CI              | 5               | 1               | -                  | -                  | -                  | -           | -           | -           | 33     | 1      |
| 1998-1999                  | Atalanta                   | B                          | 12         | 0          | CI              | 3               | 0               | -                  | -                  | -                  | -           | -           | -           | 15     | 0      |
| Totale Atalanta            | Totale Atalanta            | Totale Atalanta            | 265        | 11         |                 | 51              | 5               |                    | 15                 | 3                  |             | -           | -           | 331    | 19     |
| 1999-2000                  | Monza                      | B                          | 33         | 1          | CI              | ?               | ?               | -                  | -                  | -                  | -           | -           | -           | 33+    | 1+     |
| 2000-2001                  | Monza                      | B                          | 22         | 1          | CI              | ?               | ?               | -                  | -                  | -                  | -           | -           | -           | 22+    | 1+     |
| Totale Monza               | Totale Monza               | Totale Monza               | 55         | 2          |                 | ?               | ?               |                    | -                  | -                  |             | -           | -           | 55+    | 2+     |
| 2001-2002                  | Rodengo Saiano             | D                          | 27         | 3          | CI-D            | ?               | ?               | -                  | -                  | -                  | -           | -           | -           | 27+    | 3+     |
| Totale carriera            | Totale carriera            | Totale carriera            | 534        | 20         |                 | 68+             | 5+              |                    | 26                 | 3                  |             | -           | -           | 128+   | 28+    |

### Statistiche da allenatore[12]
Statistiche aggiornate al 31 ottobre 2021.
| Stagione        | Squadra         | Campionato      | Campionato | Campionato | Campionato | Campionato | Coppe nazionali | Coppe nazionali | Coppe nazionali | Coppe nazionali | Coppe nazionali | Coppe continentali | Coppe continentali | Coppe continentali | Coppe continentali | Coppe continentali | Altre coppe | Altre coppe | Altre coppe | Altre coppe | Altre coppe | Totale | Totale | Totale | Totale | % Vittorie |
| Stagione        | Squadra         | Comp            | G          | V          | N          | P          | Comp            | G               | V               | N               | P               | Comp               | G                  | V                  | N                  | P                  | Comp        | G           | V           | N           | P           | G      | V      | N      | P      | %          |
| --------------- | --------------- | --------------- | ---------- | ---------- | ---------- | ---------- | --------------- | --------------- | --------------- | --------------- | --------------- | ------------------ | ------------------ | ------------------ | ------------------ | ------------------ | ----------- | ----------- | ----------- | ----------- | ----------- | ------ | ------ | ------ | ------ | ---------- |
| gen. 2010       | Atalanta        | A               | 1          | 0          | 0          | 1          | CI              | -               | -               | -               | -               | -                  | -                  | -                  | -                  | -                  | -           | -           | -           | -           | -           | 1      | 0      | 0      | 1      | &0,00      |
| ago.-ott. 2011  | Foggia          | 1D              | 8          | 1          | 5          | 2          | CI+CI-LP        | 2+0             | 1+0             | 0               | 1+0             | -                  | -                  | -                  | -                  | -                  | -           | -           | -           | -           | -           | 10     | 2      | 5      | 3      | 20,00      |
| apr.-giu. 2012  | Foggia          | 1D              | 4          | 1          | 1          | 2          | CI+CI-LP        | -               | -               | -               | -               | -                  | -                  | -                  | -                  | -                  | -           | -           | -           | -           | -           | 4      | 1      | 1      | 2      | 25,00      |
| Totale Foggia   | Totale Foggia   | Totale Foggia   | 12         | 2          | 6          | 4          |                 | 2               | 1               | 0               | 1               |                    | -                  | -                  | -                  | -                  |             | -           | -           | -           | -           | 14     | 3      | 6      | 5      | 21,43      |
| set.-nov.2021   | Villa Valle     | D               | 9          | 2          | 3          | 4          | CI-D            | 1               | 0               | 0               | 1               | -                  | -                  | -                  | -                  | -                  | -           | -           | -           | -           | -           | 10     | 2      | 3      | 5      | 20,00      |
| Totale carriera | Totale carriera | Totale carriera | 22         | 4          | 9          | 9          |                 | 3               | 1               | 0               | 2               |                    | -                  | -                  | -                  | -                  |             | -           | -           | -           | -           | 25     | 5      | 9      | 11     | 20,00      |

## Palmarès

### Giocatore

#### Competizioni nazionali
- Campionato Interregionale: 1

Virescit Boccaleone: 1983-1984
- Campionato italiano Serie C2: 1

Virescit Boccaleone: 1984-1985
- Coppa Italia Serie C: 1

Virescit Boccaleone: 1985-1986